# Circonscription de Werejarso
La circonscription de Werejarso est une des 177 circonscriptions législatives de l'État fédéré Oromia, elle se situe dans la Zone Nord Shoa. Son représentant actuel est Haylu Abera Mulatu.